# Calle Soledad Tour
Calle Soledad Tour es la gira de conciertos del cantante español José Luis Perales, empezó en España y terminó en Latinoamérica. En esta nueva gira, presentó su trabajo discográfico y musical Calle Soledad. Dentro de la gira fueron cancelados algunos conciertos, como en Nueva Jersey y en Montevideo, Uruguay, por razones ajenas al artista.
José Luis Perales además, estuvo presente como presidente del jurado del LIII Festival Viña del Mar realizado en el Anfiteatro de la Quinta Vergara en la ciudad porteña de Viña del Mar, Chile, se ganó entre las respectivas premiaciones que se le otorgó, el cariño del público chileno por su presencia número cuarta.
Volvió en el año 2013, ofreciendo un recital en la plaza de armas de Zacatecas, México, como invitado especial del Festival Zacatecas 2013, allí fue reconocido con el premio Trofeo Minero de Plata.
Después de dos años de ausencia, José Luis Perales vuelve a América en el año 2015, para seguir presentando su disco Calle Soledad Sin embargo, el mismo cantautor aseguró, por medios sociales en Facebook y Twitter, que realizará un nuevo trabajo discográfico. Estará participando en el Festival del Huaso de Olmué en Chile y el Festival Nacional de Peñas de Villa María en Argentina, además de ofrecer conciertos en Uruguay, Paraguay y México como una primera estancia.

## Fechas de la gira[1]
| Fecha                    | Ciudad              | Lugar                                         | País                 |
| ------------------------ | ------------------- | --------------------------------------------- | -------------------- |
| España                   |                     |                                               |                      |
| 12 de junio de 2012      | Madrid              | Teatro Rialto                                 | España               |
| 13 de junio de 2012      | Madrid              | Teatro Rialto                                 | España               |
| 15 de junio de 2012      | Madrid              | Teatro Rialto                                 | España               |
| 19 de junio de 2012      | Barcelona           | Palacio de la Música Catalana                 | España               |
| 20 de junio de 2012      | Sevilla             | Teatro de la Maestranza                       | España               |
| 21 de junio de 2012      | Granada             | Palacio de Congresos                          | España               |
| 4 de julio de 2012       | Valladolid          | Auditorio Cúpula del Milenio                  | España               |
| 26 de septiembre de 2012 | Barcelona           | Palau de la Música Catalana                   | España               |
| América                  |                     |                                               |                      |
| 2 de octubre de 2012     | Concepción          | Suractivo                                     | Chile                |
| 3 de octubre de 2012     | Talca               | Teatro Regional de Maule                      | Chile                |
| 5 de octubre de 2012     | Rinconada           | Casino Enjoy                                  | Chile                |
| 6 de octubre de 2012     | Santiago de Chile   | Teatro Caupolicán                             | Chile                |
| 9 de octubre de 2012     | Córdoba             | Orfeo Superdomo                               | Argentina            |
| 11 de octubre de 2012    | Buenos Aires        | Teatro Gran Rex                               | Argentina            |
| 12 de octubre de 2012    | Rosario             | Teatro Fundación Astengo                      | Argentina            |
| 14 de octubre de 2012    | Montevideo          | C.A. Peñarol - Oficial                        | Uruguay              |
| 17 de octubre de 2012    | Lima                | Jockey Club del Perú                          | Perú                 |
| 19 de octubre de 2012    | Nueva Jersey        | The Ritz Theatre                              | Estados Unidos       |
| 20 de octubre de 2012    | Nueva Jersey        | The Ritz Theatre                              | Estados Unidos       |
| 21 de octubre de 2012    | Boston              | Lynm Memorial Auditorium                      | Estados Unidos       |
| 25 de octubre de 2012    | Chicago             | Copernicus Theater                            | Estados Unidos       |
| 27 de octubre de 2012    | Miami               | Miami- Dady County Auditorium                 | Estados Unidos       |
| 28 de octubre de 2012    | Miami               | Miami- Dady County Auditorium                 | Estados Unidos       |
| 30 de octubre de 2012    | Ciudad de Guatemala | Teatro nacional Mangel Asturias               | Guatemala            |
| 1 de noviembre de 2012   | Panamá              | Teatro Anayansi/Centro de Convenciones Atlapa | Panamá               |
| 3 de noviembre de 2012   | Heredia             | Palacio de los deportes                       | Costa Rica           |
| 7 de noviembre de 2012   | Medellín            | Teatro Metropolitano de Medellín              | Colombia             |
| 8 de noviembre de 2012   | Cali                | Teatro Jorge Isaacs                           | Colombia             |
| 9 de noviembre de 2012   | Bogotá              | Teatro Jorge Eliécer Gaitán                   | Colombia             |
| 14 de noviembre de 2012  | Quito               | Teatro Nacional del CCE                       | Ecuador              |
| 16 de noviembre de 2012  | Manizales           | Teatro Fundadores                             | Colombia             |
| 17 de noviembre de 2012  | Barranquilla        | Teatro Amira de la Rosa                       | Colombia             |
| 20 de noviembre de 2012  | Bucaramanga         | Teatro Coliseo                                | Colombia             |
| 23 de noviembre de 2012  | Santo Domingo       | Teatro Nacional Eduardo Brito                 | República Dominicana |
| 24 de noviembre de 2012  | Santo Domingo       | Teatro Nacional Eduardo Brito                 | República Dominicana |
| 28 de noviembre de 2012  | México D.F.         | Auditorio Nacional                            | México               |
| 30 de noviembre de 2012  | Guadalajara         | Auditorio Telmex                              | México               |
| 2 de diciembre de 2012   | Puebla              | Auditorio CCU                                 | México               |
| 4 de diciembre de 2012   | Monterrey           | Auditorio Banamex                             | México               |
| 5 de abril de 2013       | Zacatecas           | Plaza de Armas                                | México               |

### Conciertos cancelados
| Fecha                 | Ciudad       | País           | Lugar            | Nota                                           |
| --------------------- | ------------ | -------------- | ---------------- | ---------------------------------------------- |
| 14 de octubre de 2012 | Montevideo   | Uruguay        | Palacio Peñarol  | No se conocen las razones.                     |
| 20 de octubre de 2012 | Nueva Jersey | Estados Unidos | The Ritz Theatre | Cancelada debido a conflictos de programación. |

## Conciertos externos a la gira
José Luis Perales anunció, luego de dos años de ausencia, su regreso a los escenarios en América en el año 2015. Esta vez dará conciertos en varios festivales en Chile y Argentina, además visitará Uruguay, Paraguay y México.
Además de esto, aseguró, por medio de las redes sociales, que este mismo año lanzará un nuevo trabajo discográfico.
| Fecha                 | Ciudad                | País      | Lugar                                     |
| --------------------- | --------------------- | --------- | ----------------------------------------- |
| 23 de enero de 2015   | Olmué                 | Chile     | Festival del Huaso de Olmué               |
| 24 de enero de 2015   | Valdivia              | Chile     | Helipuerto de la Costanera                |
| 27 de enero de 2015   | Montevideo            | Uruguay   | Auditorio Nacional Adela Reta             |
| 28 de enero de 2015   | Montevideo            | Uruguay   | Auditorio Nacional Adela Reta             |
| 31 de enero de 2015   | Asunción              | Paraguay  | Centro de Convenciones de la Conmebol     |
| 7 de febrero de 2015  | Villa María           | Argentina | Festival Nacional de Peñas de Villa María |
| 26 de febrero de 2015 | Hermosillo            | México    | Expo Fórum, S. A. de C. V.                |
| 28 de febrero de 2015 | Tijuana               | México    | Centro Cultural Tijuana                   |
| 1 de marzo de 2015    | Mexicali              | México    | Teatro del Estado                         |
| 3 de marzo de 2015    | Ciudad Juárez         | México    | Centro Cultural Paso del Norte            |
| 5 de marzo de 2015    | Tampico               | México    | Espacio Cultural Metropolitano            |
| 7 de marzo de 2015    | León                  | México    | Teatro Manuel Doblado                     |
| 9 de marzo de 2015    | Morelia               | México    | Teatro José María Morelos                 |
| 11 de marzo de 2015   | Santiago de Querétaro | México    | Auditorio Josefa Ortiz de Domínguez       |
| 13 de marzo de 2015   | Oaxaca de Juárez      | México    | Teatro Álvaro Carrillo                    |
| 15 de marzo de 2015   | Veracruz              | México    | Teatro de la Reforma                      |
| 17 de marzo de 2015   | Villahermosa          | México    | Teatro del Estado Esperanza Iris          |
| 19 de marzo de 2015   | Mérida                | México    | Teatro Armando Manzanero                  |
| 20 de marzo de 2015   | Cancún                | México    | Teatro de Cancún                          |